# Acinia biflexa
Acinia biflexa es una especie de insecto del género Acinia de la familia Tephritidae del orden Diptera.

## Historia
Friedrich Hermann Loew la describió científicamente por primera vez en el año 1844.